# Fryderyk ze Schwarzenburga
Fryderyk ze Schwarzenburga (ur. po 1070, zm. 25 października 1131 r. w Wolkenburgu) – arcybiskup Kolonii i książę-elektor Rzeszy od 1100.

## Życiorys
Fryderyk pochodził z możnego rodu bawarskiego. Jego ojcem był Bertold ze Schwarzenburga, krewni ze strony matki piastowali godności kościelne. Był kanonikiem w Bambergu i Spirze. Na początku 1100 za sprawą cesarza Henryka IV został wyniesiony do godności arcybiskupa Kolonii (sakrę biskupią otrzymał 11 listopada tego samego roku). W sporze między Henrykiem IV a jego synem Henrykiem V pozostawał wierny temu pierwszemu aż do chwili pozbawienia go tronu; potem poparł Henryka V. Musiał z tego powodu uciekać z Kolonii, której mieszkańcy pozostali wierni Henrykowi IV. Z powodu przymierza z Henrykiem V doszło do konfliktu między Fryderykiem a kurią rzymską i w 1107 papież Paschalis II ogłosił zawieszenie Fryderyka. 
W 1108 towarzyszył Henrykowi V w wyprawie na Węgry. W 1109 posłował w imieniu króla do Rzymu; choć nie doszło do porozumienia, stanowiska papieża i cesarza zbliżyły się. W 1111 Fryderyk wyruszył do Rzymu wraz z Henrykiem V w celu przeprowadzenia koronacji cesarskiej. W dniu koronacji doszło do konfliktu papieża z niemieckimi biskupami i papież odmówił koronacji. W walkach ulicznych, które wówczas wybuchły, szala przechyliła się jednak na stronę Henryka V dzięki interwencji Fryderyka. Henryk pojmał wówczas papieża i zmusił go do przeprowadzenia koronacji oraz uznania cesarskiego prawa do inwestytury. 
W 1114 doszło do zerwania Fryderyka z Henrykiem. Arcybiskup wziął udział w powstaniu przeciwko cesarzowi w Nadrenii i współpracował z papieżem. W 1122 zniszczył cesarski zamek w Kerpen. W tym samym roku doszło jednak do konkordatu wormackiego i stosunki Fryderyka i cesarza unormowały się. Po śmierci Henryka V w 1125 zamierzał wesprzeć w staraniach o tron królewski hrabiego Flandrii Karola I Dobrego, koronę zdobył jednak Lotar III z Supplinburga. Fryderyk ostatecznie poparł go i koronował go na króla, ale miał z nim napięte stosunki z powodu sprzecznych interesów na terenie Westfalii, gdzie Fryderyk przez lata powiększał swoje wpływy i wznosił zamki. Do zbliżenia z Lotarem doszło dopiero pod koniec życia Fryderyka, m.in. w 1131 wziął udział w spotkaniu króla z papieżem.
Fryderyk wspierał rozwój nowych zakonów norbertanów (miał bliskie kontakty z ich założycielem Norbertem z Xanten) i cystersów; uczestniczył w założeniu pierwszych ich klasztorów na terenie arcybiskupstwa (m.in. klasztoru Kamp). Został pochowany w opactwie Siegburg, które także wspierał.